# Epinecrophylla
Epinecrophylla (miersluipers) is een geslacht van vogels uit de familie Thamnophilidae (miervogels). Het geslacht telt acht soorten.

## Soorten
De volgende soorten zijn bij het geslacht ingedeeld:
- Epinecrophylla amazonica  – Rio-madeiramiersluiper
- Epinecrophylla erythrura  – Roodstaartmiersluiper
- Epinecrophylla fulviventris  – Marmerkeelmiersluiper
- Epinecrophylla gutturalis  – Bruinbuikmiersluiper
- Epinecrophylla haematonota  – Grijsborstmiersluiper
- Epinecrophylla leucophthalma  – Witoogmiersluiper
- Epinecrophylla ornata  – Zwartkeelmiersluiper
- Epinecrophylla spodionota  – Heuvelmiersluiper